# Ochyrocera tinocoi
Espèce
Ochyrocera tinocoi est une espèce d'araignées aranéomorphes de la famille des Ochyroceratidae.

## Distribution
Cette espèce est endémique d'Espírito Santo au Brésil,. Elle se rencontre vers Sooretama.

## Description
Le mâle holotype mesure 1,21 mm et la femelle paratype 1,11 mm.

## Étymologie
Cette espèce est nommée en l'honneur de Diogo Tinoco Castro.

## Publication originale
- Castanheira, Pérez-González, do Prado & Baptista, 2019 : Three new species of Ochyrocera (Araneae, Ochyroceratidae) from Southeastern Brazil. Zootaxa, no 4657(3), p. 523-544.